# Istenszülő születése fatemplom (Lacház)
A lacházi Istenszülő születése fatemplom műemlékké nyilvánított épület Romániában, Máramaros megyében. A romániai műemlékek jegyzékében az  MM-II-m-A-04595 sorszámon szerepel.